# Juhász Gábor (újságíró)
Juhász Gábor (1960 – 2018. április 2. előtt), jogász-újságíró, a HVG vezető szerkesztője volt.

## Életrajza
Az ELTE Állam- és Jogtudományi Karán végzett, 1985 óta a HVG munkatársa, a Fókusz és Cégvilág rovatok irányítója volt.
2008-tól 2014-ig főszerkesztő-helyettes. Majd a szerkesztőbizottság tagja, később vezető szerkesztő volt.
A tényfeltáró írások kategóriában 1994-ben Joseph Pulitzer-emlékdíjat kapott.

## Művei
Elsősorban a politikai szervezetek finanszírozásáról, a sajtógazdaságról és közjogi kérdésekről publikált.
A HVG-n kívül főleg a Magyarország politikai évkönyve sorozatban és folyóiratokban (Fundamentum, Médiakutató, Mozgó Világ) jelentek meg írásai.
A magyar pártfinanszírozási rendszerről írt könyve 1996 óta három kiadást ért meg.
- Pénzképviselet; HVG Rt., Bp., 1996
- Pártpénzügyek; Aula, Bp., 2001
- Pénzképviselet. Pártkasszák titkai; 3. bőv., átdolg. kiad.; Kisszikra Kiadóház, Bp., 2007